# Borkhausenites angustipennella
Borkhausenites angustipennella är en fjärilsart som beskrevs av Hans Rebel 1935. Borkhausenites angustipennella ingår i släktet Borkhausenites och familjen plattmalar. Inga underarter finns listade i Catalogue of Life.